# 弗朗索瓦·金松

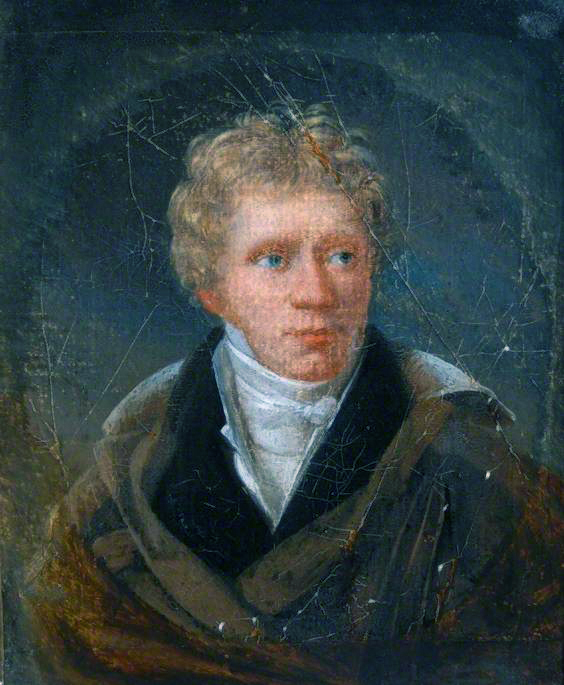
弗朗索瓦·金松画像

弗朗索瓦·金松（François Kinsoen，1770年1月29日—1839年10月18日），出身於比利時佛兰德的畫家。
他年輕時於布吕赫的藝術學校學習，並在根特與布魯塞爾確立了聲譽。他在1799年於巴黎展出肖像畫，並在展覽結束後定居在巴黎。他的畫在當時很受富人和名人青睞。
他後來成為热罗姆·波拿巴的宮廷畫家，之後一直在巴黎作為宮廷畫家到1830年，在1839年死於布吕赫，享年69歲。
金森最被人所記憶的是他的優雅女性肖像畫。